# Đồi Berkeley
Berkeley Hills là một dãy núi thuộc Pacific Coast Ranges nhìn ra mặt phía đông bắc của thung lũng bao bọc lấy Vịnh San Francisco. Dãy núi này trước đây tên là "Contra Costa Range/Hills" (từ tiếng Tây Ban Nha Sierra de la Contra Costa), nhưng với sự ra đời của Berkeley và Đại học California, cái tên hiện tại được áp dụng bởi các nhà địa lý và từ điển địa dư.